# Kaj Franck-priset
Kaj Franck-priset (finska: Kaj Franck -muotoilupalkinto) är ett finländskt pris inom design som utdelas årligen av branschorganisationen Design Forum Finland.
Priset, som instiftades 1992, går till en finländsk eller i Finland verksam formgivare eller formgivarteam och är avsett att belöna högkvalitativt och kreativt arbete inom konstindustri. Prissumman är på 10 000 euro och med den följer en medalj formgiven av skulptören Tapio Junno. Vinnaren utses av en jury och tillkännages i anslutning till Kaj Francks födelsedag i november.

## Pristagare
- 1992 – Oiva Toikka
- 1993 – Pirkko Stenros
- 1994 – Fujiwo Ishimoto
- 1995 – Yrjö Kukkapuro
- 1996 – Kerttu Nurminen
- 1997 – Vuokko Eskolin-Nurmesniemi
- 1998 – Heikki Orvola
- 1999 – Jorma Vennola
- 2000 – Ritva Puotila
- 2001 – Eero Miettinen
- 2002 – Anneli Sainio
- 2003 – Risto Väätänen
- 2004 – Ritva-Liisa Pohjalainen
- 2005 – Hannele Bonsdorff
- 2006 – Olavi Lindén
- 2007 – Kati Tuominen-Niittylä
- 2008 – Eero Aarnio
- 2009 – Hannu Kähönen
- 2010 – Marja Suna
- 2011 – Simo Heikkilä
- 2012 – Jasmiine Julin-Aro
- 2013 – Björn Weckström
- 2014 – Harri Koskinen
- 2015 – Markku Salo
- 2016 – Juhani Salovaara
- 2017 – Anna Ruohonen[1]
- 2018 – Tapio Anttila[2]
- 2019 – Aivan[3]
- 2020 – Ilkka Suppanen[4]
- 2021 – Johanna Gullichsen[5]

### Webbsidor
- ”Kaj Franck -muotoilupalkinto”. Design Forum Finland. http://www.designforum.fi/palkinnot/kaj_franck. Läst 13 november 2016.